# Meloinae
Meloinae Gyllenhal, 1810 è una sottofamiglia di coleotteri della famiglia Meloidae (sottordine Polyphaga,
infraordine Cucujiformia, superfamiglia Tenebrionoidea).

## Tassonomia
Famiglia Meloidae Gyllenhal, 1810
- Sottofamiglia Meloinae Gyllenhal, 1810
  - Tribù Cerocomini Leach, 1815
    - Genere Anisarthrocera
    - Genere Cerocoma
    - Genere Diaphorocera
    - Genere Rhampholyssa
    - Genere Rhampholyssodes
    - Genere Somalarthrocera

  - Tribù Epicautini Parker and Böving, 1924
    - Genere Denierella
    - Genere Epicauta
    - Genere Linsleya
    - Genere Psalydolytta

  - Tribù Eupomphini LeConte, 1862
    - Genere Cordylospasta
    - Genere Cysteodemus
    - Genere Eupompha
    - Genere Megetra
    - Genere Phodaga
    - Genere Pleropasta
    - Genere Tegrodera

  - Tribù Lyttini Solier, 1851
    - Genere Acrolytta
    - Genere Afrolytta
    - Genere Alosimus
    - Genere Berberomeloe
    - Genere Cabalia
    - Genere Desertilydus
    - Genere Dictyolytta
    - Genere Dilatilydus
    - Genere Eolydus
    - Genere Epispasta
    - Genere Lagorina
    - Genere Lydomorphus
    - Genere Lydulus
    - Genere Lydus
    - Genere Lytta
    - Genere Lyttolydulus
    - Genere Lyttonyx
    - Genere Megalytta
    - Genere Muzimes
    - Genere Oenas
    - Genere Parameloe
    - Genere Paroenas
    - Genere Physomeloe
    - Genere Prionotolytta
    - Genere Prolytta
    - Genere Pseudosybaris
    - Genere Sybaris
    - Genere Teratolytta
    - Genere Tetraolytta
    - Genere Trichomeloe

  - Tribù Meloini Gyllenhal, 1810
    - Genere Cyaneolytta
    - Genere Lyttomeloe
    - Genere Meloe
    - Genere Oreomeloe
    - Genere Spastomeloe
    - Genere Spastonyx

  - Tribù Mylabrini Rafinesque, 1815
    - Genere Actenodia
    - Genere Ceroctis
    - Genere Croscherichia
    - Genere Hycleus
    - Genere Lydoceras
    - Genere Mimesthes
    - Genere Mylabris
    - Genere Namylabris
    - Genere Paractenodia
    - Genere Paramimesthes
    - Genere Pseudabris
    - Genere Semenovilia
    - Genere Xanthabris

  - Tribù Pyrotini MacSwain, 1956
    - Genere Bokermannia
    - Genere Brasiliota
    - Genere Denierota
    - Genere Glaphyrolytta
    - Genere Lyttamorpha
    - Genere Picnoseus
    - Genere Pseudopyrota
    - Genere Pyrota
    - Genere Wagneronota